# Euronight

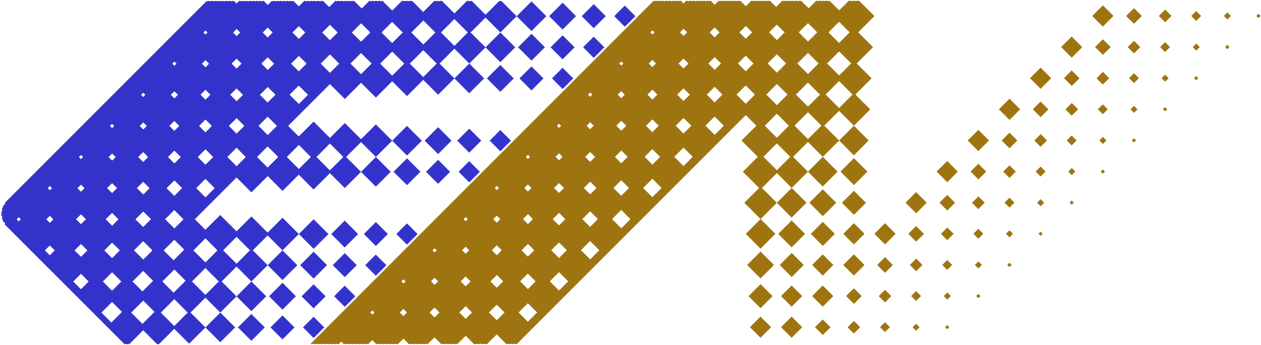
Il vecchio logo dei servizi Euronight

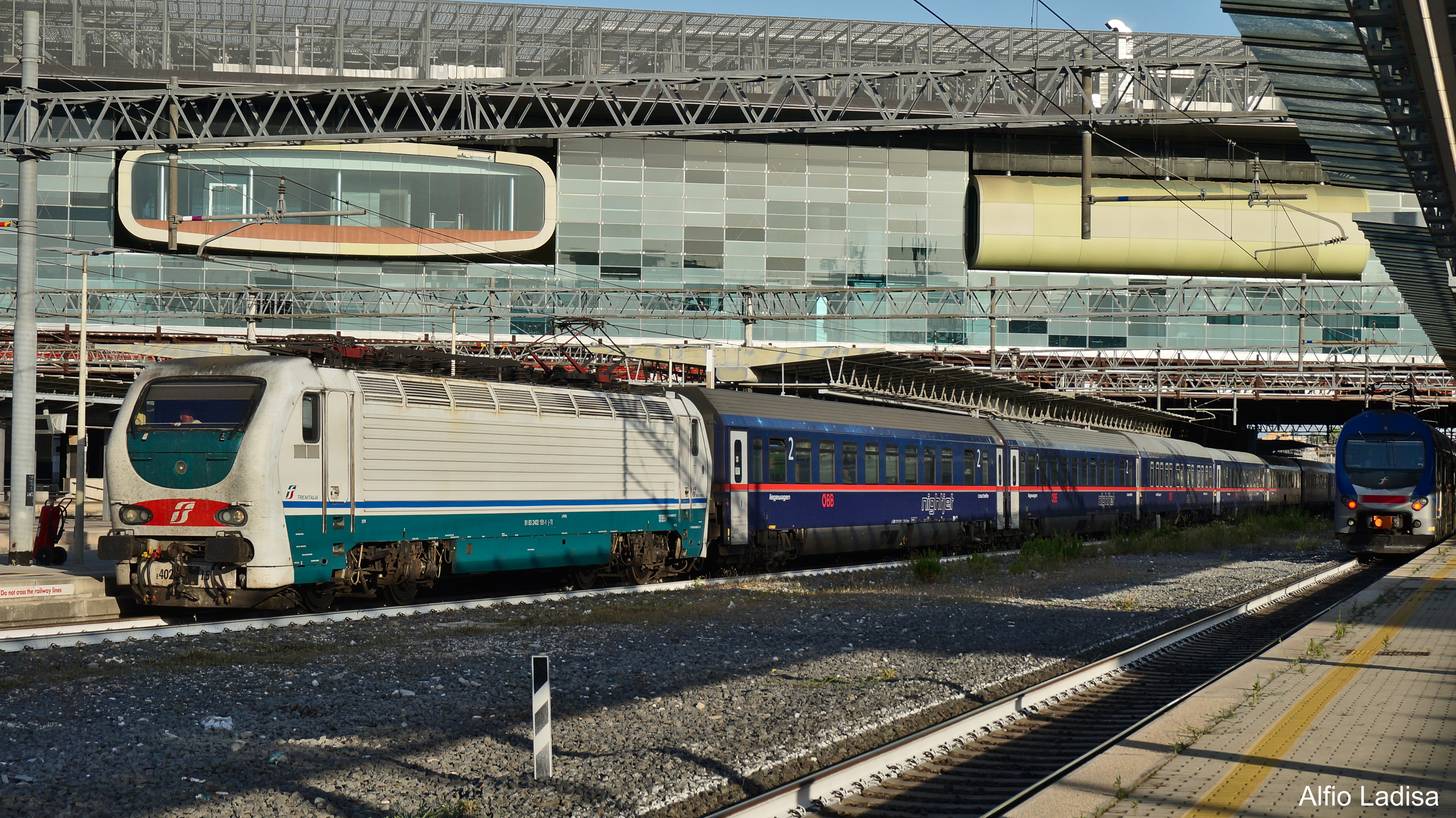
Un treno Euronight in transito a Roma Tiburtina

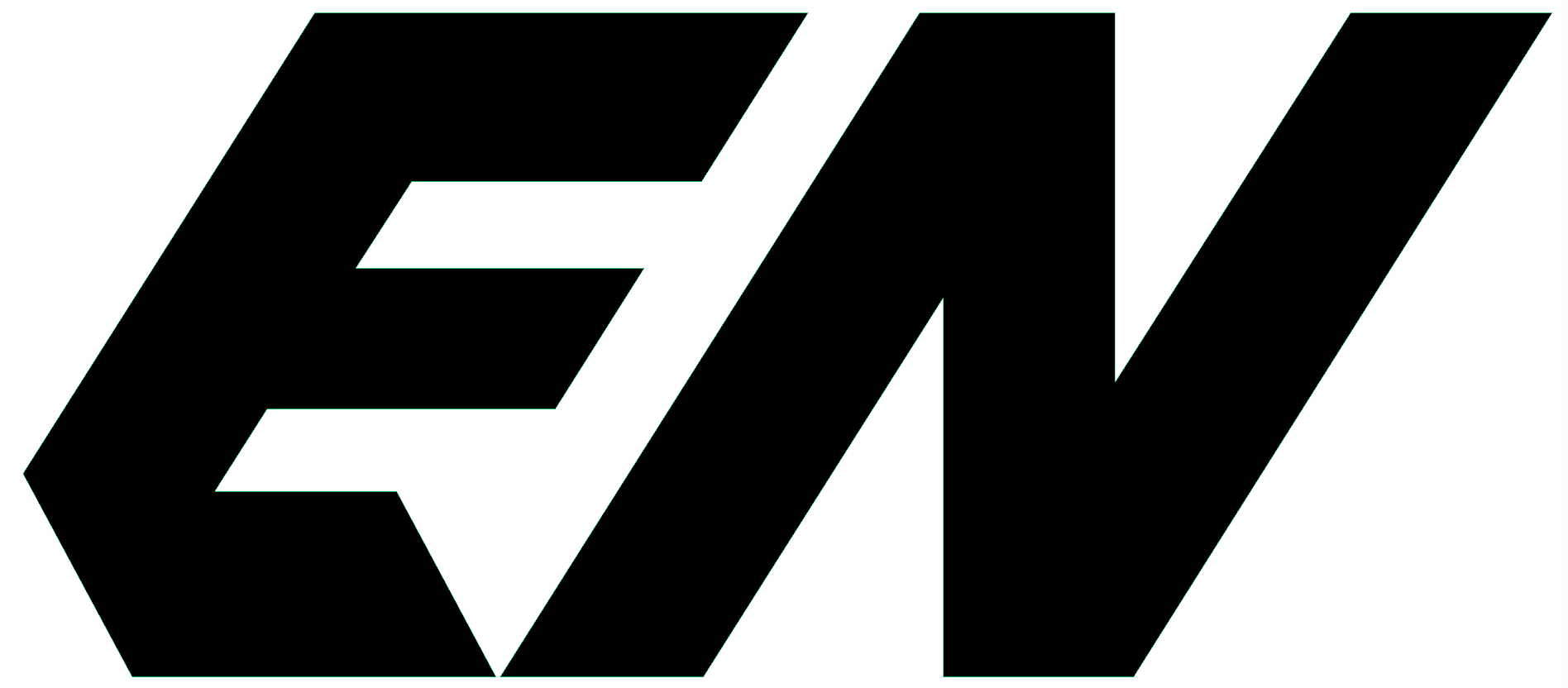
Nuovo simbolo utilizzato per indicare i treni Euronight sui quadri orario italiani

Euronight (sigla EN) è una categoria di servizio dei treni.

## Tipologie
Euronight è un treno notturno di qualità in servizio internazionale introdotto nel 1993. In Italia vennero introdotti con il cambio d'orario del 23 maggio 1993.

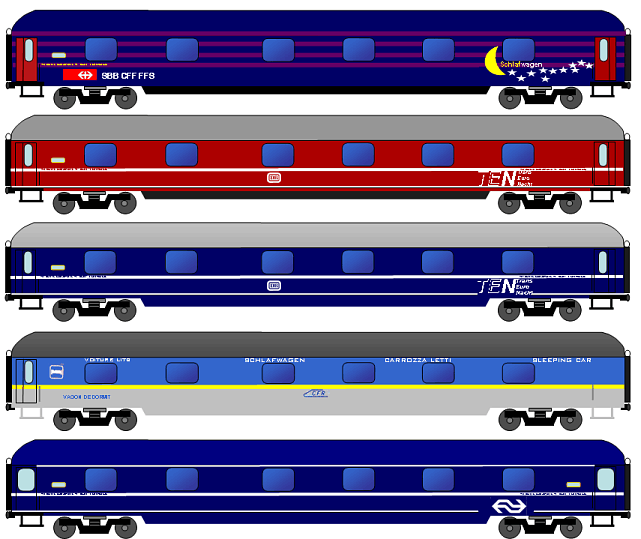
Vagoni letto di diverse epoche e compagnie ferroviarie in composizione agli espressi notturni e euronight

Alla loro introduzione gli Euronight espletavano solamente servizio letti e cuccette, ed eventualmente sleeperette, con standard qualitativi superiori a quello dei treni classificati in orario come espressi; come regola generale i controlli doganali venivano espletati senza svegliare i passeggeri, attraverso i documenti consegnati al personale viaggiante.
In Italia i primi treni EuroNight furono i seguenti:
- EN "Galilei" 226/227 Firenze-Bologna-Parigi
- EN "Salvador Dalí" 371/372 Milano-Novara-Torino-Perpignano-Barcellona
- EN "Palatino" 212/213 Roma-Parigi
- EN "Rialto" 222/223 Venezia-Verona-Parigi
- EN "Roma" 313/314 Roma-Firenze-Bologna-Berna-Basilea con carrozze per Zurigo e Ginevra
- EN "San Marco" 236/237 Venezia-Udine-Vienna
- EN "Stendhal" 216/217 Milano-Torino-Parigi

Con la recente riorganizzazione del servizio ferroviario in molti paesi europei e la drastica riduzione dei collegamenti internazionali, quasi tutti gli espressi in servizio notturno internazionale sono stati elevati al rango di Euronight, così come gli espressi diurni sono diventati Intercity o Eurocity. Gli espressi notturni in servizio nazionale con materiale riqualificato e comprendenti anche vetture con posti a sedere sono stati classificati in Italia come Intercitynotte.
Attualmente gli Euronight hanno in composizione anche vetture con posti a sedere, normalmente di sola seconda classe. Alcuni Euronight con percorrenza molto lunga e con un tragitto che dura diversi giorni possono avere in composizione anche una carrozza ristorante.
Un tipo particolare di Euronight erano quelli denominati CityNightLine, e gestiti dalla omonima impresa con sede in Svizzera, in servizio sulle tratte Vienna-Dortmund, Amburgo-Zurigo e Berlino/Dresda e Zurigo; questi treni composti con materiale in livrea dedicata erano a tariffa speciale comprendente anche la colazione.
La numerazione va da 200 a 499.